# Bagnolo (Santa Fiora)
Bagnolo ist eine Fraktion (italienisch frazione) der italienischen Gemeinde Santa Fiora in der Provinz Grosseto in der Toskana.

## Geografie
Der Ort liegt etwa 2,5 km nordöstlich des Hauptortes Santa Fiora, etwa 40 km nordöstlich der Provinzhauptstadt Grosseto und etwa 110 km südlich der Regionalhauptstadt Florenz. Der Ort liegt bei 800 m s.l.m. an einem südwestlichen Ausläufer des Monte Amiata und hatte 2001 566 Einwohner, 2011 waren es 612 Einwohner und 1833 waren es 855 Einwohner. Südlich des Ortes fließt der Fosso Cadone, ein linker Zufluss des jungen Fiora. Nächstgelegene Orte neben dem Hauptort Santa Fiora sind Marroneto (ebenfalls Ortsteil von Santa Fiora, etwa 1,5 km westlich gelegen) und Saragiolo, ein Ortsteil von Piancastagnaio, etwa 3 km östlich in der Provinz Siena gelegen. Der Gipfel des Monte Amiata liegt etwa 5 km nördlich.

## Beschreibung
Namensgebend für den Ort ist der Bach Bagnolo, ein rechter und von Norden kommender Zufluss des Cadone, der westlich von Bangolo und östlich von Marroneto verläuft. Bagnolo, als größter Ortsteil von Santa Fiora, besteht aus acht borgate (in etwa: Weiler), diese sind: Case Fioravanti, Chiesina, Convento, Faggia, Fosso, Gioco, Osteria und Poggetto. Bekannt ist der Ort für seine vielen Bachläufe und seine sieben Brunnen: Fonte Spilli, Fontanile delle Piazze, Fonte Baldina, Fontanino, Fonte della Faggia, Fonte Perino und Fonte delle Monache.

## Sehenswürdigkeiten

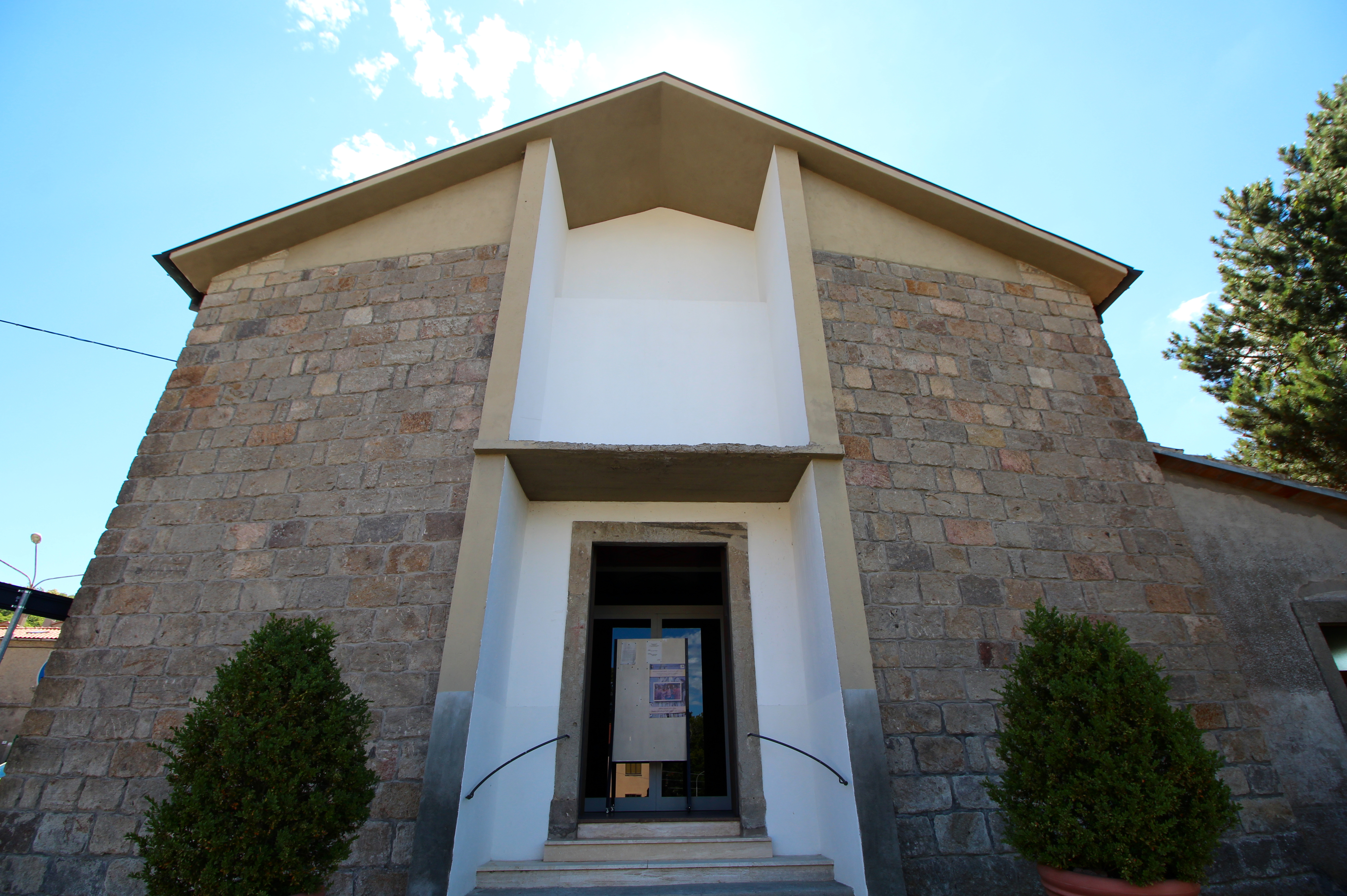
Die Kirche Santissimo Nome di Maria

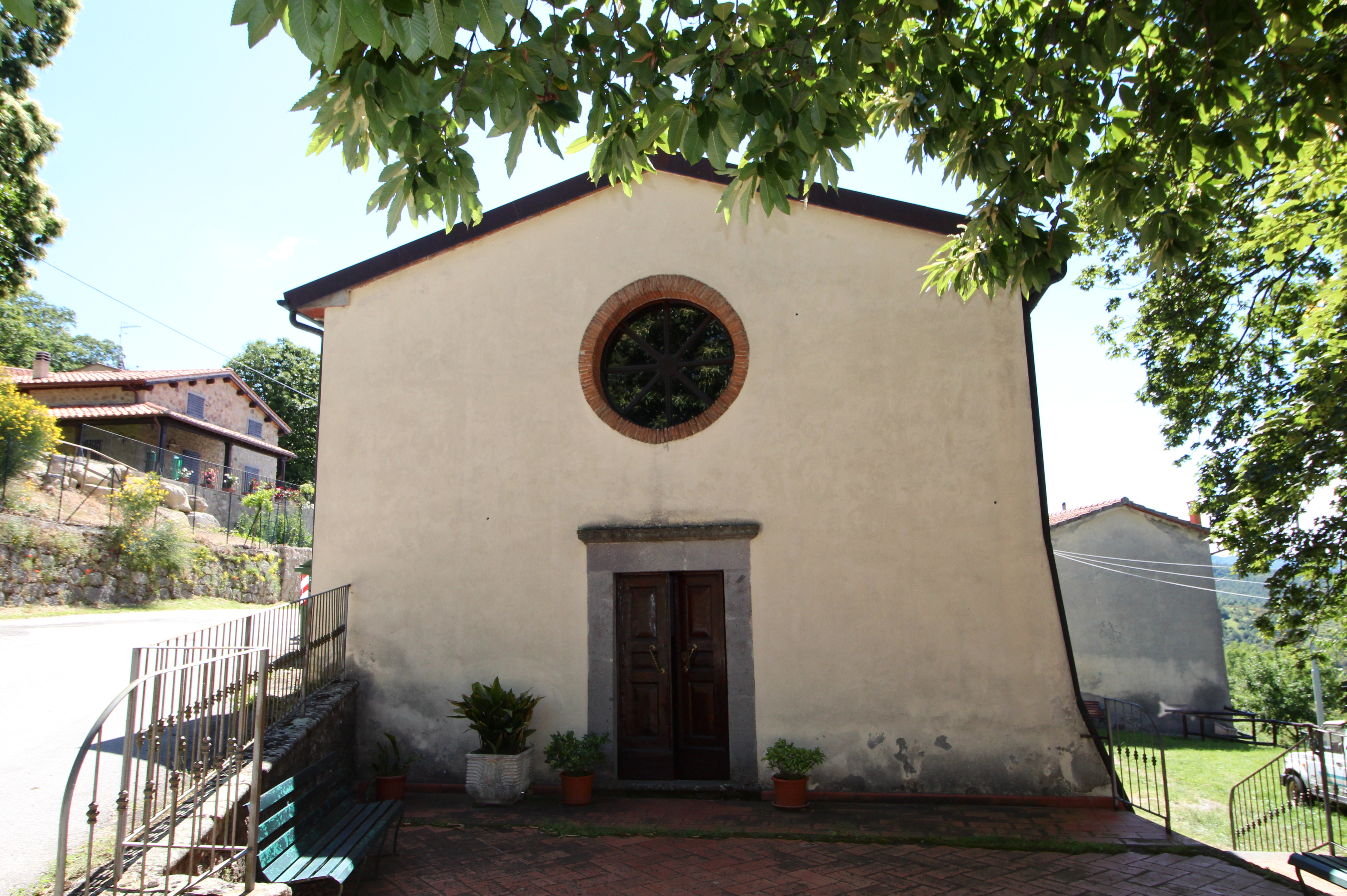
Die Kirche Madonna del Rosario

- Santissimo Nome di Maria, Kirche im Ortskern, die 1863 geweiht wurde[5] und in der Nähe der verloren gegangenen Kirche Santa Barbara mit dem Agostinerkonvent (Anfang 14. Jahrhundert)[6] entstand. Sie wurde 1963 stark verändert und restauriert und enthält Fresken von Marco Giubbilei aus Saragiolo.[5] Das Bronzeportal entstand 1992.[4]
- Madonna del Rosario, Kirche südwestlich des Ortskern, die um 1310 entstand.[5]

## Regelmäßige Veranstaltungen
- Canti di questua della Befana, Veranstaltung am 5. Januar zum Befanafest.[7][4]
- Sagra del fungo amiatino, Steinpilze-Sagra im Oktober. Findet seit 1959 statt.[7][4]
- Palio dei Somari, auch Palio degli assini, Palio der Ortsteile (Borgate) mit Eseln am Parco del Pratuccio, seit 1960 (mit Unterbrechungen).[4]